# Joseph Vitale (hockey sur glace)
Pour les articles homonymes, voir Joe Vitale.
Joseph Dominic Vitale, dit Joe Vitale, (né le 20 août 1985 à Saint-Louis, dans le Missouri aux États-Unis) est un joueur professionnel américain de hockey sur glace.

## Biographie

### Carrière junior

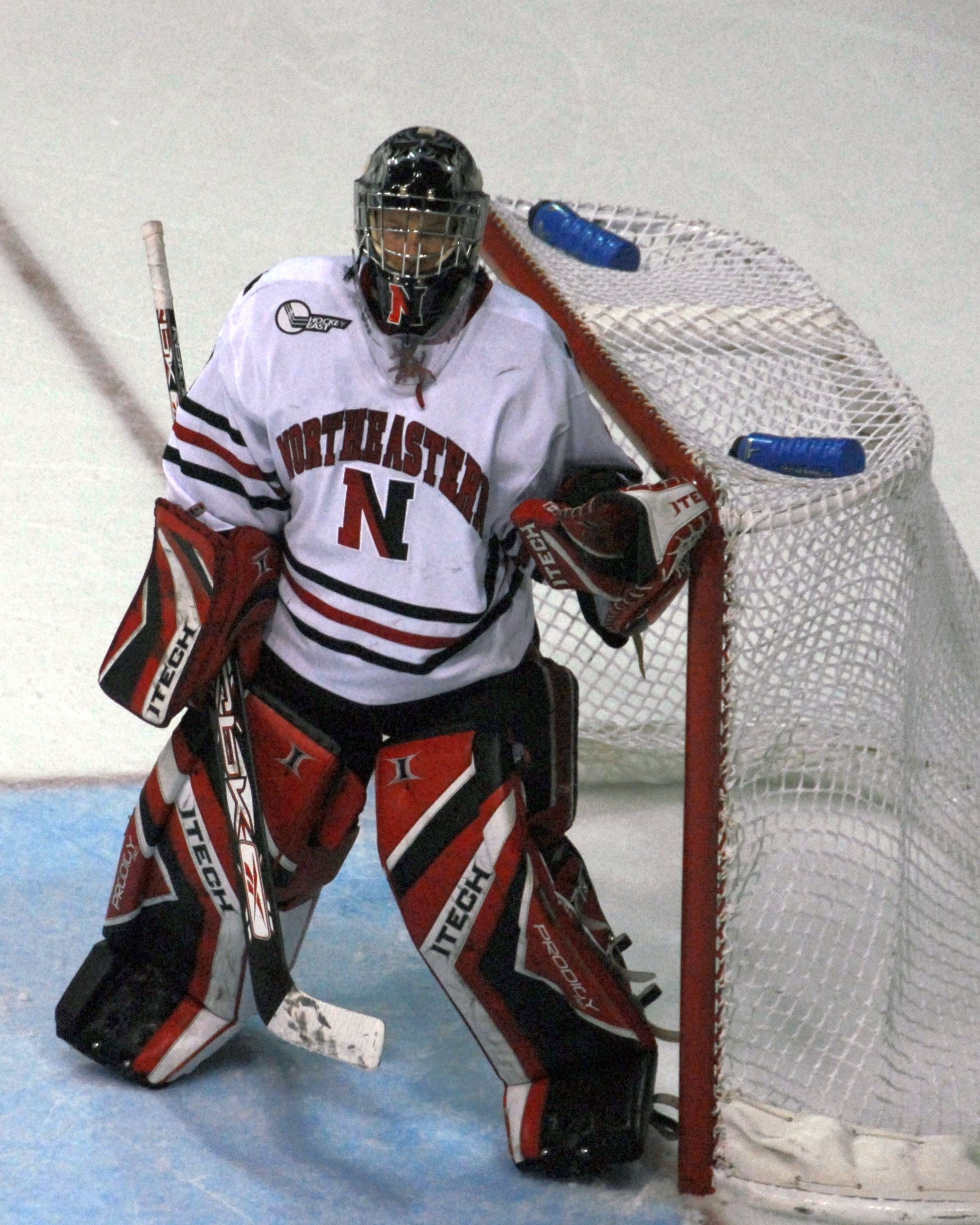
Brad Thiessen joue avec Vitale sous les maillots des Huskies, des Penguins de Wilkes-Barre/Scranton et des Penguins de Pittsburgh.

Joe Vitale naît le 20 août 1985 à Saint-Louis, dans l'État du Missouri aux États-Unis ; il commence le hockey sur glace en jouant avec les Blues de Saint-Louis Junior, équipe de la Central States Hockey League, une division du Tier III Junior. Il inscrit cinquante points et aide ainsi son équipe à remporter le titre de champion puis la Coupe Hurster de fin des séries éliminatoires.
Dès la saison suivante, il rejoint le Stampede de Sioux Falls dans l'United States Hockey League ; avec trente-et-un points, il est le cinquième pointeur de son équipe mais cette dernière finit dernière de sa division et est éliminée des séries éliminatoires. Au cours de l'intersaison, il participe au repêchage d'entrée dans la Ligue nationale de hockey de 2005 ; sélectionné au septième tour, il est le 195e joueur choisi au total quand il est appelé par les Penguins de Pittsburgh qui ont choisi lors du tout premier choix Sidney Crosby.
Âgé d'à peine 20 ans, il ne rejoint pas pour autant la LNH et à la place il s'aligne pour les Huskies de Northeastern, les Huskies jouant dans la division Hockey East du championnat universitaire. En trente rencontres lors de la saison 2005-2006, il inscrit seize points, seul Jimmy Russo faisant mieux ; il joue aux côtés de Brad Thiessen qui occupera les buts de l'équipe pendant trois saisons. Il est nommé meilleur joueur recrue de son équipe à la fin de la saison.
Vitale est nommé capitaine de son équipe pour la saison 2007-2008 et à la fin de celle-ci, il est le meilleur joueur de son équipe alors qu'il est le meilleur pointeur de son équipe avec trente-cinq réalisations, le dixième total de la division. Toujours capitaine de son équipe pour la saison 2008-2009, il termine troisième pointeur de son équipe et il guide son équipe pour accéder pour la première fois depuis quatorze saisons au tournoi final de la division I de la NCAA ; l'équipe perd malgré tout en demi-finale contre le Big Red de Cornell.
Au cours de cette même saison, il fait ses débuts dans la Ligue américaine de hockey avec les Penguins de Wilkes-Barre/Scranton, équipe affiliée à celle de Pittsburgh ; il participe à cinq rencontres et inscrit deux buts et deux passes décisives dans la saison 2008-2009. Il participe également aux douze rencontres des séries éliminatoires de la Coupe Calder alors que l'équipe est éliminée au deuxième tour par les Bears de Hershey.

### Carrière professionnelle
Vitale quitte l'université et joue la saison 2009-2010 avec les Penguins de Wilkes-Barre/Scranton avec Thiessen et John Curry dans les buts de l'équipe ; Vitale inscrit trente-deux points au cours de cette première saison complète dans la LAH. En janvier 2010, il signe un contrat de deux saisons avec l'organisation des Penguins. Qualifiés pour les séries éliminatoires, l'équipe de Wilkes-Barre/Scranton perd dès le premier tour en quarte rencontres contre les River Rats d'Albany.
En 2010-2011, Vitale est le troisième ancien joueur des Blues Junior à faire ses débuts dans la Ligue nationale de hockey après Paul Stastny et Chris Butler ; il est également le dixième joueur du Stampede à rejoindre la LNH. Vitale participe à sa première rencontre le 10 février 2011 en jouant au centre de la quatrième ligne de l'équipe ; le lendemain, il inscrit une passe décisive puis à son quatrième match dans la LNH il marque son premier filet contre l'Avalanche du Colorado au cours d'une victoire 3-2 en prolongation. Finalement, il ne joue que neuf rencontres avec Pittsburgh pour deux points et passe tout le reste de la saison dans la LAH. Qualifiés pour les séries de la Coupe Calder, Vitale et les Penguins de Wilkes-Barre/Scranton sont éliminés au deuxième tour par les Checkers de Charlotte.
Il joue l'intégralité de la saison 2011-2012 avec Pittsburgh dans la LNH terminant la saison régulière avec quatorze points alors qu'en février 2012, il signe une prolongation de deux saisons avec l'équipe. Vitale fait parler de lui lors d'un match de fin de saison contre les Flyers de Philadelphie : alors que les Penguins perdent 6-4, il réalise une mise en échec sur le joueur vedette de Philadelphie, Daniel Brière, et quasiment tous les joueurs sur la glace en viennent au main alors que les deux équipes se rencontrent quelques jours plus tard au premier tour des séries de la Coupe Stanley.

## Statistiques
| Saison     | Équipe                            | Ligue      |     | Saison régulière | Saison régulière | Saison régulière | Saison régulière | Saison régulière |   | Séries éliminatoires | Séries éliminatoires | Séries éliminatoires | Séries éliminatoires | Séries éliminatoires |
| Saison     | Équipe                            | Ligue      | PJ  | B                | A                | Pts              | Pun              | PJ               | B | A                    | Pts                  | Pun                  |                      |                      |
| 2003-2004  | Blues Junior de Saint-Louis       | CSJHL      | 43  | 21               | 29               | 50               | 42               | -                | - | -                    | -                    | -                    |                      |                      |
| 2004-2005  | Stampede de Sioux Falls           | USHL       | 53  | 11               | 20               | 31               | 62               | -                | - | -                    | -                    | -                    |                      |                      |
| 2005-2006  | Huskies de Northeastern           | NCAA       | 31  | 8                | 8                | 16               | 71               | -                | - | -                    | -                    | -                    |                      |                      |
| 2006-2007  | Huskies de Northeastern           | NCAA       | 35  | 7                | 9                | 16               | 54               | -                | - | -                    | -                    | -                    |                      |                      |
| 2007-2008  | Huskies de Northeastern           | NCAA       | 37  | 12               | 23               | 35               | 75               | -                | - | -                    | -                    | -                    |                      |                      |
| 2008-2009  | Huskies de Northeastern           | NCAA       | 40  | 7                | 20               | 27               | 68               | -                | - | -                    | -                    | -                    |                      |                      |
| 2008-2009  | Penguins de Wilkes-Barre/Scranton | LAH        | 5   | 2                | 2                | 4                | 2                | 12               | 0 | 0                    | 0                    | 12                   |                      |                      |
| 2009-2010  | Penguins de Wilkes-Barre/Scranton | LAH        | 74  | 6                | 26               | 32               | 70               | 4                | 0 | 2                    | 2                    | 0                    |                      |                      |
| 2010-2011  | Penguins de Wilkes-Barre/Scranton | LAH        | 60  | 9                | 21               | 30               | 64               | 11               | 3 | 3                    | 6                    | 18                   |                      |                      |
| 2010-2011  | Penguins de Pittsburgh            | LNH        | 9   | 1                | 1                | 2                | 13               | -                | - | -                    | -                    | -                    |                      |                      |
| 2011-2012  | Penguins de Pittsburgh            | LNH        | 68  | 4                | 10               | 14               | 56               | 4                | 0 | 0                    | 0                    | 12                   |                      |                      |
| 2012-2013  | Penguins de Pittsburgh            | LNH        | 33  | 2                | 3                | 5                | 17               | 6                | 0 | 1                    | 1                    | 6                    |                      |                      |
| 2013-2014  | Penguins de Pittsburgh            | LNH        | 53  | 1                | 13               | 14               | 29               | 13               | 0 | 0                    | 0                    | 0                    |                      |                      |
| 2014-2015  | Coyotes de l'Arizona              | LNH        | 70  | 3                | 6                | 9                | 36               | -                | - | -                    | -                    | -                    |                      |                      |
| 2015-2016  | Coyotes de l'Arizona              | LNH        | 1   | 0                | 0                | 0                | 5                | -                | - | -                    | -                    | -                    |                      |                      |
| Totaux LNH | Totaux LNH                        | Totaux LNH | 234 | 11               | 33               | 44               | 156              | 23               | 0 | 1                    | 1                    | 22                   |                      |                      |